# Bochtige klaver
Bochtige klaver (Trifolium medium) is een vaste plant uit de vlinderbloemenfamilie (Leguminosae).  Bochtige klaver komt in het wild in voornamelijk Midden-Europa en in Centraal-Azië voor.
De soort staat op de Nederlandse en Vlaamse Rode lijst van planten als zeldzaam en matig afgenomen. De plant komt in heel Nederland voor, maar is zeer zeldzaam in Drenthe en de Achterhoek. In Vlaanderen is hij heel zeldzaam, in Wallonië is deze soort nog niet bedreigd.
De plant wordt 20-45 cm hoog en bloeit van juni tot augustus. Aan de top van de hoofdjesachtige tros staan afstaande bloemen, waardoor de hoofdjes een afgeplatte vorm hebben. De kelkbuis is niet behaard in tegenstelling tot die van rode klaver (Trifolium pratense). De bladeren zijn donkergroen met vaak een onduidelijke vlek dit in tegenstelling tot rode klaver.
Bochtige klaver groeit op voedselrijke en vaak lemige grond aan de randen van bos en in laag struikgewas. De plant komt ook voor in leemkuilen, in bermen en op heidevelden.